# Бубель Луковиська
Бубель Луковиська (пол. Bubel-Łukowiska) — село в Польщі, у гміні Янів Підляський Більського повіту Люблінського воєводства.
Населення — 66 осіб (2011).

## Історія
За даними етнографічної експедиції 1869—1870 років під керівництвом Павла Чубинського, у селі Бубель Луківський проживали лише греко-католики, які розмовляли українською мовою.
За німецької окупації під час Другої світової війни у селі діяла українська школа. У 1943 році в селі мешкало 145 українців та 24 поляки.
У 1975—1998 роках село належало до Білопідляського воєводства.

## Населення
Демографічна структура станом на 31 березня 2011 року:
|          | Загалом | Допрацездатний вік | Працездатний вік | Постпрацездатний вік |
| -------- | ------- | ------------------ | ---------------- | -------------------- |
| Чоловіки | 31      | 5                  | 19               | 7                    |
| Жінки    | 35      | 7                  | 15               | 13                   |
| Разом    | 66      | 12                 | 34               | 20                   |